# Чернов, Фёдор Николаевич
Фёдор Николаевич Чернов (26 июня 1918, Чувашия — 12 июня 1976, Шумерля, Чувашия) — участник Великой Отечественной войны, командир взвода роты противотанковых ружей 240-го полка 117-й Познанской Краснознамённой орденов Суворова стрелковой дивизии 69-й армии, лейтенант. Герой Советского Союза.

## Биография
Родился 26 июня 1918 года в деревне Асаново Цивильского уезда, ныне Комсомольского района Чувашии, в семье крестьянина. Чуваш.
Окончил 7 классов. Работал в колхозе.
В августе 1941 года был призван в Красную Армию. В январе 1942 года окончил курсы младших лейтенантов и направлен на фронт. Боевое крещение получил на Калининском фронте. Воевал на Юго-Западном, 1-м Прибалтийском и 1-м Белорусском фронтах. Участвовал в боях под Витебском, в освобождении Белоруссии, Польши. Стал командиром взвода противотанковых ружей. В 1944 году вступил в ВКП(б)/КПСС.
Особо отличился при форсировании реки Вислы. В ночь на 29 июля 1944 года взвод противотанковых ружей под командованием лейтенанта Чернова в составе ударной группы 240-го стрелкового полка форсировал реку Вислу в районе города Казимеж-Дольны (Польша) и с ходу вступил в бой. Бронебойщики участвовали в отражении 14 контратак противника, уничтожили 2 огневые точки врага. Когда кончились патроны к противотанковым ружьям, командир взвода три раза водил бойцов в атаку совместно со стрелками. Был ранен, но поля боя не оставил.
После Победы остался служить в армии. В 1945 году окончил курсы «Выстрел». С 1963 года капитан Чернов — в запасе.
Жил и работал в городе Шумерля в Чувашии. Скончался 12 июня 1976 года. Похоронен на старом кладбище города Шумерля.

## Награды
- Указом Президиума Верховного Совета СССР от 27 февраля 1945 года Чернову Фёдору Николаевичу за безупречное выполнение боевой задачи было присвоено звание Героя Советского Союза.
- Награждён орденами Ленина и Отечественной войны 1-й степени, а также медалями, среди которых медаль «За отвагу».

## Память
- Именем Героя названа улица в городе Шумерля.
- Мемориальные доски установлены в деревнях Асаново Комсомольского района Чувашии, а также на здании объединённого военкомата в городе Шумерля.
- Стало традицией проведение Республиканского турнира по волейболу на приз Героя Советского Союза Федора Николаевича Чернова.